# 凱文氏鰍
凱文氏鰍為輻鰭魚綱鯉形目鰍科的其中一種，分布於亞洲伊朗裏海Talar河流域，體長可達8公分，棲息在水質清澈、沙石底質的底層水域，屬夜行性，白天躲藏在沙石中，生活習性不明。

## 扩展阅读
維基物種上的相關：凱文氏鰍